# La Federación
La Federación fue una publicación periódica editada en Barcelona entre 1869 y 1874, durante el Sexenio Democrático.

## Historia
Su primer número apareció el 1 de agosto de 1869, presentándose como una publicación de tirada semanal, que aparecería todos los domingos. De ideología obrera y considerado un órgano de la federación barcelonesa de la Asociación Internacional de Trabajadores, el periódico se mostró cercano al pensamiento del anarquista ruso Mijaíl Bakunin, de cuyas ideas se ha considerado un difusor en España, además de publicar también textos del francés Proudhon. Alcanzó los 229 números —el último aparecería el 3 de enero de 1874— y en ella colaboraron autores como Rafael Farga, Gaspar Sentiñón, José García Viñas, Trinidad Soriano, Emili Hugas o Teobaldo Nieva.